# Bocsig
Bocsig é uma comuna romena localizada no distrito de Arad, na região histórica da Transilvânia. A comuna possui uma área de 66.48 km² e sua população era de 3595 habitantes segundo o censo de 2007.